# Església de Sant Antoni d'Uialfàs
L'església de Sant Antoni d'Uialfàs o església de Sant Antoni Abat és l'església parroquial de la Pobla d'Uialfàs, a Mallorca. S'instituí com a parròquia l'any 1315, però la primitiva església gòtica fou substituïda per una església barroca, acabada entre 1709 i 1734. Està dedicada a Sant Antoni Abat, patró de la vila.

## Fundació de la parròquia
La parròquia d'Uialfàs fou creada pel Rei Sanç I de Mallorca el 8 dels idus d'octubre de 1315, en resolució de la controvèrsia entre els prohoms de Campanet i d'Uialfàs (la Pobla) sobre la respectiva preeminència de la parròquia comuna. Per una banda, d'ençà de 1248, pel cap baix, el cap de la parròquia era a Sant Miquel de Campanet; per l'altra, amb l'ordenació de la vila de la Pobla d'Uialfàs pel Rei Jaume II de Mallorca, l'any 1300, les institucions civils i serveis públics se situaven a la nova vila. El Rei resolgué en favor d'Uialfàs, restant Sant Miquel com vicaria sufragània fins a 1357, quan, després de diversos intents, fou segregada, si bé els termes parroquials no es definiren fins a 1366. La historiografia poblera (Parera, Obrador, Ballester...) fixa aquesta data, o d'altres de pròximes relacionades amb temptatives frustrades de la segregació de Campanet, com la de la fundació de la parròquia de la Pobla. L'error es posa de manifest per l'abundant documentació referida a rectors d'Uialfàs en dates anteriors, o, amb els estudis de Ramon Rosselló i Vaquer, i, en general, la historiografia campanetera. Aquest error ha duit fins i tot a celebrar el 650è aniversari de la fundació parroquial l'any que se'n complien 692. També en depenia, i encara en depèn, l'oratori de Crestatx.
El sant titular, Sant Antoni, és citat per primera vegada el 1323, encara que possiblement ja ho era des de la fundació. Així mateix les festes en el seu honor es documenten de 1365.

## Història de l'edifici
En l'esmentada data fundacional, el 1315, la primitiva església, al mateix lloc que l'actual però de menors dimensions, encara es trobava, probablement, en construcció. Malgrat tot, s'ordenà al rector que hi fixàs la rectoria. El 1514, i segurament des de la construcció, el temple constava d'altar major, l'altar de Sant Antoni, el de Nostra Dona, el de Nostra Dona de l'Esperança, el de les Ànimes del Purgatori, el de Sant Cristòfol i el de Sant Sebastià. També comptava amb una trona i pica baptismal. Les visites pastorals tridentines del Bisbe Arnedo (1564-1570) ens informen que l'estructura anterior sols ha estat alterada per la desaparició de la capella de Sant Antoni, que degué integrar-se a l'altar Major, i que sembla que fou substituïda pel cor; així mateix, apareix la capella de la Mare de Déu de la Rosa, possiblement construïda entre aquestes dates. També se cita la sagristia, el campanar i una esquifida rectoria. El 1596 els Jurats de la Pobla acorden edificar l'actual campanar, que no fou finalitzat fins al 1665.
El 1697, a instàncies del rector Tomàs Serra Joan, els jurats acorden substituir l'edifici original per l'actual, de factura barroca, que es va acabar l'any 1709. El 1717 comencen les obres de la capella annexa del Roser, pràcticament finalitzades el 1734, amb la qual cosa el conjunt, que integra també la rectoria, la plaça de l'Església i una zona enjardinada vora el Roser, romangué configurat de manera semblant al que es pot observar en l'actualitat.

## Patrimoni artístic
A la primera capella de l'esquerra o de l'Evangeli, dedicada a Santa Anna, hi ha un retaule dedicat a la santa, que és de l'església anterior, i conté l'àtic una imatge de la mare de Déu de l'Esperança, del segle xv. A les dues capelles de devora el presbiteri, a la de la dreta hi ha un Sant Crist gòtic tardà, del segle xvi, i a l'esquerra s'hi troba la Mare de Déu d'Uialfàs amb el Nin, de tipus sagrari, de fusta tallada, daurada i policromada, obra de Gabriel Mòger (entorn de 1500). A la sagristia hi ha una predel·la que representa la passió de Crist, que sembla del segle xvi.
La parròquia compta amb una Mare de Déu Morta, del 15 d'agost, utilitzada per la festa de l'Assumpció de la Mare de Déu, quan es munta el llit de la Mare de Déu d'Agost. Dins el patrimoni de la parròquia, es troba la imatge de Nostra Senyora de Vialfàs, una talla del segle xvi. També disposa d'un bell orgue d'estil
renaixentista, construït el 1717 per la nissaga d'orgueners Caimari i restaurat per Gerhard Grenzing entre 1981 i 1986 i que encara està en bon ús.

## Rectors

### Abans del Concili de Trento
Amb substituts i vicaris
| - Bernat Riera (1315-1348), traslladà la parròquia des de Sant Miquel de Campanet, on ja exercia. - Ramon Estrany (1348-1361). Bernat Vilarnau, vicari (~1350); Bartomeu de Mediona, vicari (~1355). - Joan de Galiana (o de Galícia) (1361-<1366), absent; substituït per Bartomeu Ferrer, prevere (~1362). - Pere Arnau (1366-<1383), absent; substituït per Fra Bonanat, bisbe de Telde (<1367→1370); Bernabé Font, vicari (~1381). - ?. Pere Mates, vicari (~1398). - Pere Sesoliveres (<1404→1405), Marçal Seguí, vicari (1404). - Joan Salvador (<1415-<1437), absent; substituït per Arnau Llupià. | - Francesc Sala (~1456). - Joan Mulet (<1471→1491). - ?. Joan Ballester, vicari (~1514). - Dr. Tomàs Serra i Domenèch (<1525); Bernat Calders, vicari (1522). - Jeroni Castellar (? - 1533). - Luca Bonfio (1533-1540), canonge de Pàdua, absent. - ?. Onofre Serra, vicari (~1564). |

### Després del Concili de Trento
Amb ecònoms per vacant
| - Pere Joan Serra (<1578) - Onofre Serra (~1578) - Dr. Miquel Alçamora (1586-1616) - Dr. Pere Antoni Totxa (1616-1619) - Dr. Gabriel Benet Mir (1619-1639) - Dr. Francesc Amer (1639-1640) - Dr. Antoni Cruz (1641-1642) - Dr. Melcior Garcia (1643-1646) - Dr. Joan Esteve (1644-1654), absent; substituït per Francesc Ferragut (1644-1655) - Dr. Rafel Morro (1655-1658) - Antoni Serra, als. Barba (16??) - Dr. Miquel Oliver (1660-1676) - Dr. Miquel Frederic Santceloni (1678-1687) - Dr. Tomàs Serra Joan (1687-1701) - Bartomeu Pasqual (1701-1702), ecònom - Dr. Nadal Cladera (1702-1734) - Dr. Josep Mallol (1734-1739) - Dr. Felip Cirer (1739-1754) - Dr. Joan Riera (1754-1766) - Dr. Miquel Riera (1766-1776) - Dr. Antoni Canet (1777-1783) - Dr. Joan Barceló (1784-1791) - Dr. Jeroni Galmés (1791-1798) | - Dr. Rafel Rosselló (1799-1800) - Dr. Benet Barceló (1801-1802) - Dr. Ramon Pasqual (1804-1808) - Sebastià Tugores (1809-1810), ecònom - Dr. Pere Francesc Sard (1810-1840) - Pere Andreu Serra (1840-1843), ecònom - Llorenç Pasqual (~1843) - Melcior Tugores (1844-1848), ecònom - Bartomeu Bennàssar (1848-1853), ecònom - Joan Simonet Mulet (1855-1862) - Bartomeu Clar Calders (1862-1869) - Antoni Coll Oliver (1869-1875), ecònom - Bartomeu Florit Ripoll (1875-1883), ecònom - Melcior Tugores Riutort (1883-1887), ecònom - Gabriel Pujol Miquel (1887-1926) - Antoni Palou Pons (1924-1950), ecònom - Jaume Vallès Oliver (1950-1975), ecònom - Sebastià Salom Mas (1975-1980) - Joan Perelló Sansó (1980-1988) - Miquel Mulet Bujosa (1988-2002) - Joan Pons Payeras (2002-2015) - Felip Salvador Díez Forteza (2015-) |